# Arnold Gehlen
Arnold Karl Franz Gehlen (* 29. Januar 1904 in Leipzig; † 30. Januar 1976 in Hamburg) war ein deutscher Philosoph, Anthropologe und Soziologe. Er zählt mit Helmuth Plessner und Max Scheler zu den Hauptvertretern der Philosophischen Anthropologie. In den 1960er Jahren galt er als konservativer Gegenspieler Theodor W. Adornos.

## Biografie

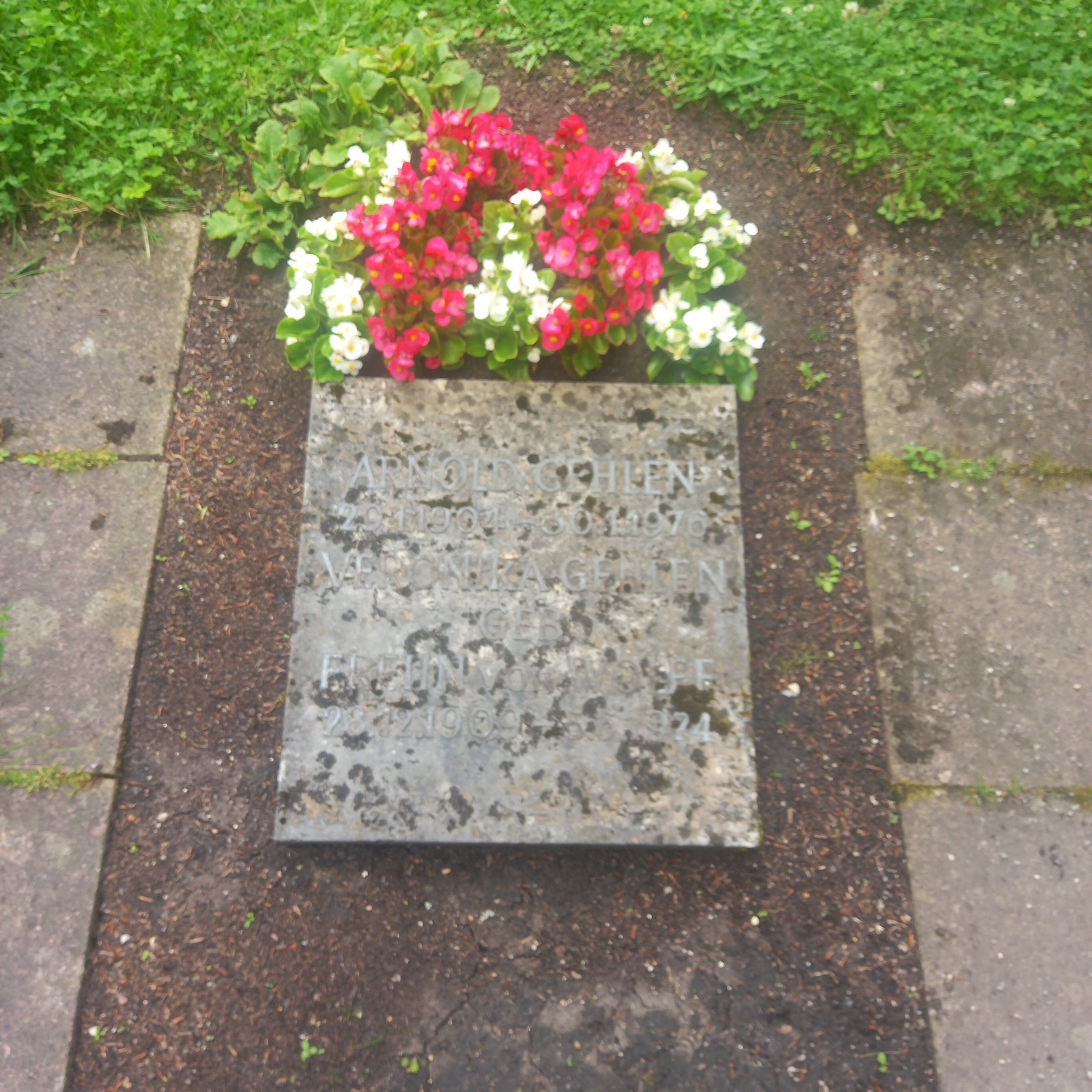
Das Grab von Arnold Gehlen und seiner Ehefrau Veronika geborene Freiin von Wolff auf dem Friedhof Göggingen in Augsburg

Gehlen war Sohn des Verlegers Max Gehlen und dessen Frau Margarete Gehlen, geborene Ege. 1937 heiratete er Veronika Freiin von Wolff. Aus der Ehe ging eine Tochter hervor, die spätere Baronin Caroline von Lieven. Ein Cousin war der erste Präsident des BND, Reinhard Gehlen.
Gehlen legte 1923 am Thomas-Gymnasium in Leipzig das Abitur ab. Nach einer Zwischenzeit als Buchhändler und Bankangestellter studierte Gehlen von 1924 bis 1927 Philosophie, Philologie, Kunstgeschichte, Germanistik und Psychologie in Leipzig und Köln. Er wurde bei Hans Driesch mit dem Dissertationsthema Zur Theorie der Setzung und des setzungshaften Wissens bei Driesch promoviert. Seine Lehrbefähigung erhielt er 1930 mit der Habilitationsschrift Wirklicher und unwirklicher Geist. Eine philosophische Untersuchung in der Methode absoluter Phänomenologie.
Von 1930 bis 1934 war er Privatdozent für Philosophie an der Philologisch-Historischen Abteilung der Universität Leipzig. Zum 1. Mai 1933 trat er in die NSDAP ein (Mitgliedsnummer 2.432.245) und wurde 1934 auch Mitglied im NS-Dozentenbund. Im November 1933 unterzeichnete er das Bekenntnis der deutschen Professoren zu Adolf Hitler. Nach Paul Tillichs Entlassung aus dem Staatsdienst, die aufgrund des Berufsbeamtengesetzes wegen eines kritischen Artikels Tillichs gegen die nationalsozialistischen Machthaber erfolgte, übernahm Gehlen dessen vakante Professur an der Universität Frankfurt im Rahmen einer Lehrstuhlvertretung. 1934 erhielt er – nach einer Zeit als Assistent von Hans Freyer – einen Lehrstuhl für Philosophie am Institut für Kultur- und Universalgeschichte an der Universität Leipzig.
1938 wechselte Gehlen als Professor an die Universität Königsberg, 1940 an die Universität Wien, wo er die zeitweilige Institutsleitung innehatte, im Oktober 1941 aber erstmals von der Wehrmacht einberufen wurde, um bis Mai 1942 eine Stellung als Kriegsverwaltungsrat in der Personalprüfstelle des heerespsychologischen Amtes im besetzten Prag zu versehen. Gegen Ende des Krieges wurde Gehlen erneut einberufen und im Range eines Leutnants schwer verwundet. Als Nichtösterreicher wurde er nach dem Krieg aus dem österreichischen Staatsdienst entlassen. Nach zwei Jahren Unterbrechung konnte Gehlen seine Tätigkeit als Professor, wenn auch zunächst nicht an einer Universität, wieder aufnehmen. Von 1947 bis 1961 war er Dozent für Psychologie und Soziologie an der Staatlichen Akademie für Verwaltungswissenschaften Speyer (später Hochschule für Verwaltungswissenschaften Speyer) und ab 1962 ordentlicher Professor für Soziologie an der Rheinisch-Westfälischen Technischen Hochschule (RWTH) Aachen, wo er bis zu seiner Emeritierung 1969 lehrte. Ein Jahr vor der Emeritierung gehörte er zusammen mit vielen anderen Professoren der RWTH Aachen zu den Unterzeichnern des „Marburger Manifestes“, das eine akademische Front gegen die aufkommende studentische Mitbestimmung an den Hochschulen bildete.
Nach dem Zweiten Weltkrieg wurde seine Haltung im Nationalsozialismus vor allem seitens der Frankfurter Schule scharf kritisiert. Gehlen hatte von der Entlassung von Professoren aus rassistischen und politischen Gründen profitiert. Er war nicht nur Mitläufer gewesen. 1942 hatte der Sicherheitsdienst der SS ihn zu den "nationalsozialistischen Professoren" gezählt. Nicht alle Professoren gehörten in der Zeit des Nationalsozialismus der NSDAP an. Antisemitische Äußerungen sind von ihm jedoch nicht bekannt geworden; insbesondere seine Theorie des Menschen, seine philosophische Anthropologie, ist frei davon.
Ende der 1950er Jahre hatte sich Gehlen um eine Soziologie-Professur an der Universität Heidelberg bemüht. Max Horkheimer und Theodor Adorno machten ihren Einfluss geltend, um die von Karl Löwith unterstützte Berufung Gehlens auf einen Heidelberger Lehrstuhl zu verhindern. Auch René König versuchte die Berufung zu verhindern, indem er die Fakultät auf die NS- und Rosenberg-Passagen in Der Mensch von 1940 aufmerksam machte. Gehlens Berufung scheiterte.
Arnold Gehlen starb 1976 in Hamburg.

## Werk

### Philosophische und soziologische Arbeiten
Von wesentlichem Einfluss während seines Studiums der Philosophie waren Hans Driesch, Nicolai Hartmann und Max Scheler. Er galt seinerseits dann als bedeutender Vertreter der Leipziger Schule. Seine Beiträge zur Philosophischen Anthropologie waren einflussreich und sind heute bekannter als die Arbeiten seines Vorgängers Scheler und als das Werk Helmuth Plessners, das allerdings in den letzten Jahrzehnten eine Renaissance erlebte.
Seinen anthropologischen Einsichten zufolge ist der Mensch ein „instinktentbundenes, antriebsüberschüssiges und weltoffenes Wesen“. Seine These vom Menschen als „Mängelwesen“ geht im Kern auf Johann Gottfried Herder zurück und erinnert an das „nicht festgestellte Tier“ Friedrich Nietzsches. Der Mensch erscheint als Wesen, das zeitgleich und komplementär zu seiner relativen Instinktarmut eine ungeheure Plastizität und Weltoffenheit, eine Formbarkeit, Lernfähigkeit und Erfindungsgabe besitzt.
Aus dieser menschlichen Beschaffenheit ergibt sich für Gehlen eine „Institutionenbedürftigkeit“. Den Begriff der „Institutionen“ versteht Gehlen sehr grundlegend; er hat damit eine der wichtigsten soziologischen Institutionentheorien formuliert. Darunter fallen technische Werkzeuge ebenso wie Sprache, Rituale und Kulte („magische Techniken“) sowie die Institutionen Familie, Staat und Kirche. Die Technik ist in diesem Sinne ein „Organersatz“ bzw. eine „Organverlängerung“ des Menschen – ein Gedanke, der im Kern bereits bei dem von Hegel beeinflussten Technikphilosophen August Koelle aufgetaucht war. Gehlen stellt neben das Konzept einer Steigerung der menschlichen Kräfte durch die Technik die Aufmerksamkeit für die Hilflosigkeit des menschlichen Lebewesens ohne diese. Eine ähnliche Position vertrat etwa der gut zwanzig Jahre jüngere Heinrich Popitz, der die Unbestimmtheit des Menschen durch Instinkte, seine Weltoffenheit, wie Gehlen auch als Stärke und nicht nur als Mangel verstand. Die mächtigste Institution ist nach Gehlen der Staat.
Die These Gehlens ist, dass die mangelhafte Ausstattung der menschlichen organischen Natur grundlegend sei, was sich schon in der – wie Adolf Portmann betont hatte – unvergleichlich langen Humanisationsphase (das „extra-uterine Frühjahr“ nach der für einen Primaten „konstitutionellen Frühgeburt“) zeige. Darauf basiert seine Begründung stabiler Institutionen, derer der Mensch bedürfe. Die Menschen lassen aus ihrem Denken und Handeln untereinander die Institutionen hervorgehen, die sich ihnen gegenüber als „historisch gewachsene Wirklichkeiten“ verselbständigen „zu einer Macht, die ihre eigenen Gesetze wiederum bis in ihr Herz hinein geltend macht“. Gehlens Betonung der Stabilisierungsfunktion der Institutionen, von denen der Mensch als geschichtliches Wesen sich „konsumieren lassen muss“, trug ihm den Ruf des gesellschaftspolitischen Rechtskonservativismus ein, den er – wie Ernst Jünger – gerne auf sich nahm.
Gehlen war insbesondere in der 68er-Bewegung umstritten. Berühmt wurde eine Fernsehdiskussion mit dem ihm in gegenseitigem Respekt verbundenen Theodor W. Adorno, in der er nichtsdestoweniger versuchte, mit distanzierter Kälte seinen Gegner in die Rolle des naiven Idealisten zu drängen, während Adorno umgekehrt Gehlen erfolgreich als Konservativen stilisierte – wobei sich die beiden Kulturkritiker in ihrem Pessimismus bei allen übrigen Differenzen sehr einig waren.

### Handlungsbegriff
Arnold Gehlen bestimmt den Menschen primär als ein handelndes Wesen, wobei mit „Handeln“ in erster Annäherung die auf Veränderung der Natur zum Zwecke des Menschen gerichtete Arbeit gemeint ist.
Der Mensch besitze eine gewisse „Weltoffenheit“, die ihn vom „Tier“ und dessen, durch seine hochspezialisierte Organ- und Instinktausstattung auf seinen Ausschnitt der Umwelt eingeschränkte Wahrnehmung unterscheide. Nichtmenschliche Tiere besäßen also nur eine biologisch festgelegte Sicht der Außenwelt.
In Anlehnung an Herder beschreibt Gehlen den Menschen als „Mängelwesen“ und zeigt auch dessen Sonderstellung auf. Dem Menschen mangelt es nach Gehlens Ansicht, erblich bedingt an organischen Waffen und Schutzmitteln sowie voll ausgebildeten Instinkten. (Er prägt hierfür den jedoch bereits vorher verwendeten Begriff der „Instinktreduktion“.)
Gehlen findet es desto bemerkenswerter, dass der Mensch trotzdem in der Lage ist, sich seine Umwelt mittels Arbeit so „umzuformen“, dass sie seinen Gegebenheiten entspricht. Dazu befähigt ihn seine unspezifische Ausstattung: Der aufrechte Gang, seine Hand mit dem opponierbaren Daumen, seine Lernfähigkeit und Intelligenz. Der Mensch ist nicht nur auf seine Umwelt bezogen, sondern auch gezwungen, auf diese handelnd einzuwirken. Gehlen kommt zu seinem Handlungsbegriff über den Begriff des „Handlungskreises“, den er von dem Mediziner Viktor von Weizsäcker übernimmt. Handlung ist nach Gehlen die zentrale menschliche Eigenschaft.
Den Handlungskreis beschreibt er an folgendem Beispiel: Wenn man versucht, eine klemmende Tür mit einem Schlüssel aufzumachen, dann muss man den Schlüssel hin- und herbewegen. Dabei merkt man, ob es in der einen Richtung besser funktioniert oder in der anderen. Man erfährt bei diesen Versuchen also Erfolg oder Misserfolg, man bekommt Rückmeldungen. Wenn man auf diese Rückmeldungen eingeht und sein Handeln ändert, erfährt man den beabsichtigten Erfolg: das Schloss geht auf.
Diesen Vorgang beschreibt Gehlen als zirkulär. Der Kreisprozess spricht psychische Zwischenglieder, die Wahrnehmungen, an, läuft weiter über die physischen Teile, danach über die Eigenbewegungen und dann in die Sachebene und wieder zurück. Resultierend sieht Gehlen die Handlung nicht nur als Dualismus: Der ablaufende Prozess könne nicht in Leibliches und Seelisches geteilt werden. Alle Teile seien voneinander untrennbar und arbeiteten ständig in dem gleichen Vorgang zusammen. Er beschreibt seinen Handlungsbegriff in folgenden Worten: „Das Handeln selber ist – würde ich sagen – eine komplexe Kreisbewegung, die über die Außenweltsachen geschaltet ist, und je nach der Rückmeldung ändert sich das Verhalten.“

## Wirkung
Aus Gehlens Zeit- und Gesellschaftsanalysen haben Begriffe wie Reizüberflutung und Entinstitutionalisierung bis in die Alltagssprache Eingang gefunden, wobei für ihn Sprache anthropo-biologisch funktionierend „den Menschen durch Symbolisierung vor Reizüberflutung“ entlaste.
Besonders einflussreich war der Begriff des „Mängelwesens“, der mit Gehlen zumeist als erstes in Verbindung gebracht wird. In der Pädagogik wird der Begriff des Mängelwesens meist dazu verwendet, das Kind als unfertiges Lebewesen zu charakterisieren, das erst durch Erziehung zum vollständigen Menschen gemacht werden könne.
Die Beschreibung des Menschen als „Mängelwesen“ fand auch anderswo Beachtung. Die phänomenologische Soziologie von Peter L. Berger und Thomas Luckmann ging in ihrem Menschenbild vom Menschen als „Mängelwesen“ aus. Beide sind der Meinung, dass objektivierte intersubjektive Konstruktionen wie z. B. Typisierungen, Institutionen das Problem der Stabilisierung des Menschen lösten.
Auch bei Hans Blumenberg erscheint der Mensch als „Mängelwesen“, wobei Blumenberg den Begriff mit Vorsicht gebraucht: Es ist bei ihm die Rede von Gehlen und seinem „grundlegenden, wenn auch in der Intention fragwürdigen Werk“. Blumenberg kritisiert damit vor allem, dass die Institutionen einen neuen „Absolutismus“ herausbildeten, der die Menschen bedränge.
Autoren aus dem rechtsintellektuellen Milieu knüpfen an anthropologische, kulturalistische und autoritäre Konzepte Gehlens an. Dazu zählt sein Konzept der Zucht, das Gehlen mit Herrschaft, Führung, Willen und Leistung verband. Dagegen bildete für Gehlen das Konzept der Entartung den „Negativpol zur Zucht, es definiere das Abfallen von ihr und den Abfall“. Besonders Autoren der Jungen Freiheit beziehen ihr Menschenbild von der philosophischen Anthropologie Gehlens. Die Schrift Der Mensch. Seine Natur und seine Stellung in der Welt von 1940 hat besonderen Einfluss auf Autoren in der Tradition der Konservativen Revolution und deren Vorstellungen von einem „Kulturkampf von rechts“. Für Gehlen war die Integration der Gesellschaft allein über das „Gesinnungsmäßige“ erreichbar. Dazu bedürfe es einer „von oben her institutionalisierten ‚Weltanschauung‘, ‚Oberster Führungssysteme‘ – ‚ein Ausdruck‘“, wie er betonte, „der dem des von Alfred Rosenberg gebrauchten des ‚Zuchtbildes‘ sehr nahe steht“. Unter der nationalsozialistischen Herrschaft sei gesichert, dass ein derartiges (auf Transzendenz verzichtendes) „immanentes Zuchtbild […] imstande sei, tragende Grundsätze des Handelns aufzustellen und durchzuführen, eine feste Organisation des Wachstums und der Leistung des Volkes aufzustellen sowie notwendige, gemeinsame Aufgaben nachzuweisen und zu realisieren.“
Henning Ottmann stellt zu solchen begrifflichen Parallelen fest: „Solche Akkommodationen sind da. Es sind gleichwohl Akkommodationen einer Theorie, die mit der nationalsozialistischen Weltanschauung nichts verband, ja die ihr sogar fundamental entgegengesetzt war. […] Die Anthropologie war nicht nur allem Völkischen und Rassistischen fern. Sie hatte im Grunde nicht einmal den Begriff von Volk und Gemeinschaft. Sie operierte mit der Fiktion eines einsam handelnden Individuums.“ Eine umfassende Einordnung und Rezeption des Werks von Arnold Gehlen leistet der 2021 von Christine Magerski herausgegebene Band Die Macht der Institution, in dem sowohl die Anthropologie wie auch die Institutionenlehre und das Staatsdenken Gehlens ausführlich dargestellt werden.
In jüngerer Zeit ist vermehrt auf die Bedeutung Gehlens für die Kultursoziologie hingewiesen worden, insbesondere die theoretische Auseinandersetzung Gehlens mit der modernen Kunst und der Avantgarde sowie deren Weiterentwicklung durch die Systemtheorie von Niklas Luhmann. In diesem Zusammenhang bewegen sich auch Versuche, die kultur- und kunstsoziologischen Konzepte Gehlens stärker an den kultursoziologischen Diskurs im angelsächsischen Sprachraum anzuschließen.

## Kritik
Der Herausgeber der Gehlen-Gesamtausgabe Karl-Siegbert Rehberg hebt Gehlens „normativen Ontologismus“ hervor, dem „das sozialtheoretische Axiom zugrunde“ liege, „dass die Menschen nur lebensfähig seien, wenn sie sich in Ordnungen einfügen, die, obgleich von Menschen gemacht, ihrem Zugriff, ja sogar jeder Kritik entzogen werden müssen“.

## Auszeichnungen und Mitgliedschaften
- 1971: Konrad-Adenauer-Preis der Deutschland-Stiftung für Wissenschaft
- Korrespondierendes Mitglied der Österreichischen Akademie der Wissenschaften

## Schriften (Auswahl)
- Zur Theorie der Setzung und des setzungshaften Wissens bei Driesch. Leipzig 1927. Dissertation.
- Reflexion über Gewohnheit. E. Reinicke, Leipzig 1927 Aus der Festschrift für Hans Driesch zum 60. Geburtstag
- Wirklicher und Unwirklicher Geist. Univ.-Verlag v. Noske, Leipzig 1931.
- Idealismus und Existentialphilosophie. Univ.-Verlag v. Noske, Leipzig 1933. Vortrag.
- Theorie der Willensfreiheit. Junker und Dünnhaupt, Berlin 1933.
- Deutschtum und Christentum bei Fichte. Junker und Dünnhaupt, Berlin 1935.
- Der Staat und die Philosophie. Meiner, Leipzig 1935. Antrittsvorlesung an der Universität Leipzig.
- Der Mensch, seine Natur und seine Stellung in der Welt. Junker und Dünnhaupt, Berlin 1940; 3. Auflage. 1944; 4. Auflage. Athenäum-Verlag, Bonn 1950; 16. Auflage. AULA-Verlag, Wiebelsheim 2014.
- Arnold Gehlen, Helmut Schelsky (Hrsg.): Soziologie. Eugen Diederichs, Düsseldorf 1955.
- Urmensch und Spätkultur. Philosophische Ergebnisse und Aussagen. Athenäum, Bonn 1956.
- Die Seele im technischen Zeitalter. Sozialpsychologische Probleme in den industriellen Gesellschaft. Rowohlt, rde. Nr. 53, Reinbek 1957.
- Zeit-Bilder. Zur Soziologie und Ästhetik der modernen Malerei. Athenäum, Frankfurt am Main 1960.
- Anthropologische Forschung. Rowohlt, rde. Nr. 138, Reinbek 1961.
- Studien zur Anthropologie und Soziologie (= Soziologische Texte. Band 17). Luchterhand, Neuwied 1963; Durchgesehene und veränderte Auflage. 1971.
- Theorie der Willensfreiheit und frühe philosophische Schriften. Luchterhand, Neuwied 1965.
- Moral und Hypermoral. Eine pluralistische Ethik. (im Webarchive) Athenäum, Frankfurt am Main 1969.
- Einblicke. Klostermann, Frankfurt am Main 1975.
- Gesamtausgabe: Arnold Gehlen Gesamtausgabe. I-X. Verlag Vittorio Klostermann, Frankfurt am Main 1978. Es sind 10 Bände vorgesehen, von denen 7 bis 2004 erschienen sind. Herausgeber ist der Gehlen-Schüler Karl-Siegbert Rehberg.

### Biografien und Bibliografien
- Literatur von und über Arnold Gehlen im Katalog der Deutschen Nationalbibliothek
- Werke von und über Arnold Gehlen in der Deutschen Digitalen Bibliothek
- Suche nach Arnold Gehlen im Online-Katalog der Staatsbibliothek zu Berlin – Preußischer Kulturbesitz
- Kurzbiografie und Bibliografie auf den Seiten der Universität Graz
- Arnold Gehlen im Professorenkatalog der Universität Leipzig
- Arnold Gehlen Schriftenverzeichnis bei der TU Dresden. In: tu-dresden.de. Archiviert vom Original (nicht mehr online verfügbar) am 2. Juli 2013.

### Allgemeines
- Ulrike Baureithel: Linksbündig: Zur Aktualität Arnold Gehlens. In: Freitag. 06/2004, 30. Januar 2004.
- Der Mensch – das Mängelwesen. Vor hundert Jahren wurde der Kulturanthropologe Arnold Gehlen geboren. In: Neue Zürcher Zeitung. 24. Januar 2004, archiviert vom Original (nicht mehr online verfügbar) am 17. Juni 2008.
- Wolf Lepenies, Das Heil kommt von den Institutionen – Vor 50 Jahren beschrieb Arnold Gehlen den Menschen als Mängelwesen. In: Die Welt. 1. Februar 2006.
- Website zur Philosophischen Anthropologie von Scheler, Plessner und Gehlen. In: heike-delitz.de
- Zwischen Führerkult und Mängelwesen. Zur Aktualität Arnold Gehlens. In: F. Kannetzky, H. Tegtmeyer (Hrsg.): Philokles. Zeitschrift für populäre Philosophie. Band 14, Heft 1/2 (2005) (= Sonderheft Nr. 2). Ethos, Verein für Ethik und Philosophie, Leipzig 2005 (philoklesonline.files.wordpress.com [PDF; 1,7 MB; abgerufen am 4. Juli 2018] mit Beiträgen von K.-S. Rehberg, Chr. Thies, P. Wöhrle, F. Kannetzky, M. Hog und W. Luutz).
- Michael Lüthy: Die innere Galeere der Freiheit. Zu einigen Motiven in Arnold Gehlens „Zeit-Bildern“. In: Neue Zürcher Zeitung. 12./13. Juli 1997, S. 66 (michaelluethy.de).

### Einzelaspekte
- Eckhart Arnold: Die Humanismuskritik Arnold Gehlens in seinem Spätwerk „Moral und Hypermoral“.
- Hans Jürgen Hansen: Die Handlungstheorie bei Arnold Gehlen (Hausarbeit, 1980/81).
- Jörg M. Schindler, Gehlens Sprache (zur Sprachtheorie, Paper 2010).
- Daniel Morat: Der lange Schatten der Kulturkritik. Arnold Gehlen über „Die Seele im technischen Zeitalter“. In: Zeithistorische Forschungen/Studies in Contemporary History. 6 (2009), S. 320–325 (zeithistorische-forschungen.de).

### Tondokumente
- Vortrag „Das entflohene Glück. Deutung der Nostalgie“, vorgetragen am 9. Juni 1975 in der Carl Friedrich von Siemens Stiftung (YouTube-Audioaufnahme, 53 Minuten)
- Theodor W. Adorno, Arnold Gehlen: Drei Rundfunkgespräche. In: Theodor W. Adorno: Kultur und Verwaltung. Vorträge und Gespräche. Produktionen des Südwestrundfunks (6 CDs, München 2008: Quartino GmbH)[29]
  - CD 4: Adorno, Gehlen: Öffentlichkeit – was ist das eigentlich? (Sendung vom 18. März 1964, SWF)
  - CD 5: Adorno, Gehlen: Ist die Soziologie eine Wissenschaft vom Menschen? (Sendung vom 3. Februar 1965, SWF)
  - CD 6: Adorno, Gehlen: Soziologische Erfahrungen an der modernen Kunst (Sendung vom 28. März 1966, SWF)